# 海南青牛胆
海南青牛胆（学名：Tinospora hainanensis）为防己科青牛胆属下的一个种。其种加词“hainanensis”意为“海南的”。